# Дом-музей Ази Асланова
Дом-музей Ази Асланова — музей, организованный в доме, в котором родился и вырос дважды Герой Советского Союза, генерал-майор танковых войск СССР Ази Асланов. Дом находится в Ленкоране, Азербайджан и функционирует сейчас как дом-музей.

## История
Дом-музей действует с 1969 года. В 1985 г. к 40-летию победы над фашизмом дом-музей был награжден Почетной грамотой Министерства культуры СССР «За эффективную работу в области военного патриотизма». В январе 2010 года Министерством культуры и туризма Азербайджанской Республики в музее были проведены работы по полной реконструкции и создана экспозиция, отвечающая новым современным требованиям.

## Описание
Дом-музей представляет собой одноэтажный дом с открытым балконом. Имеется большой зеленый двор.
В начале своей деятельности музей состоял из 2 залов. В 1983 году его экспозиция была расширена, а количество залов увеличено до пяти. Здание одноэтажного музея сложено из сырого кирпича в местном архитектурном стиле.
Каждый год музей посещают тысячи туристов из разных стран.

## Выставочные залы
- 1-й зал Этнографический — отражает среду, в которой родился и вырос герой.
- 2-й зал посвящен годам обучения Ази Асланова в Бакинском и Ленинградском военных училищах и его участие в войне с Финляндией.
- 3-й зал посвящается битвам А. Асланова под Москвой и Сталинградом.
- 4-й зал посвящен участию А. Асланова в боях за Прибалтику и Белоруссию.
- В 5-м зале представлены подарки музею и боевая одежда героя.

## Экспонаты
Количество экспонатов в музее достигает 2500. Среди них памятные вещи генерал-майора, военная форма, стеганые броки, носовой платок, предметы быта, военная сумка, настольные часы и др.